# St. Pankratius (Emmering)

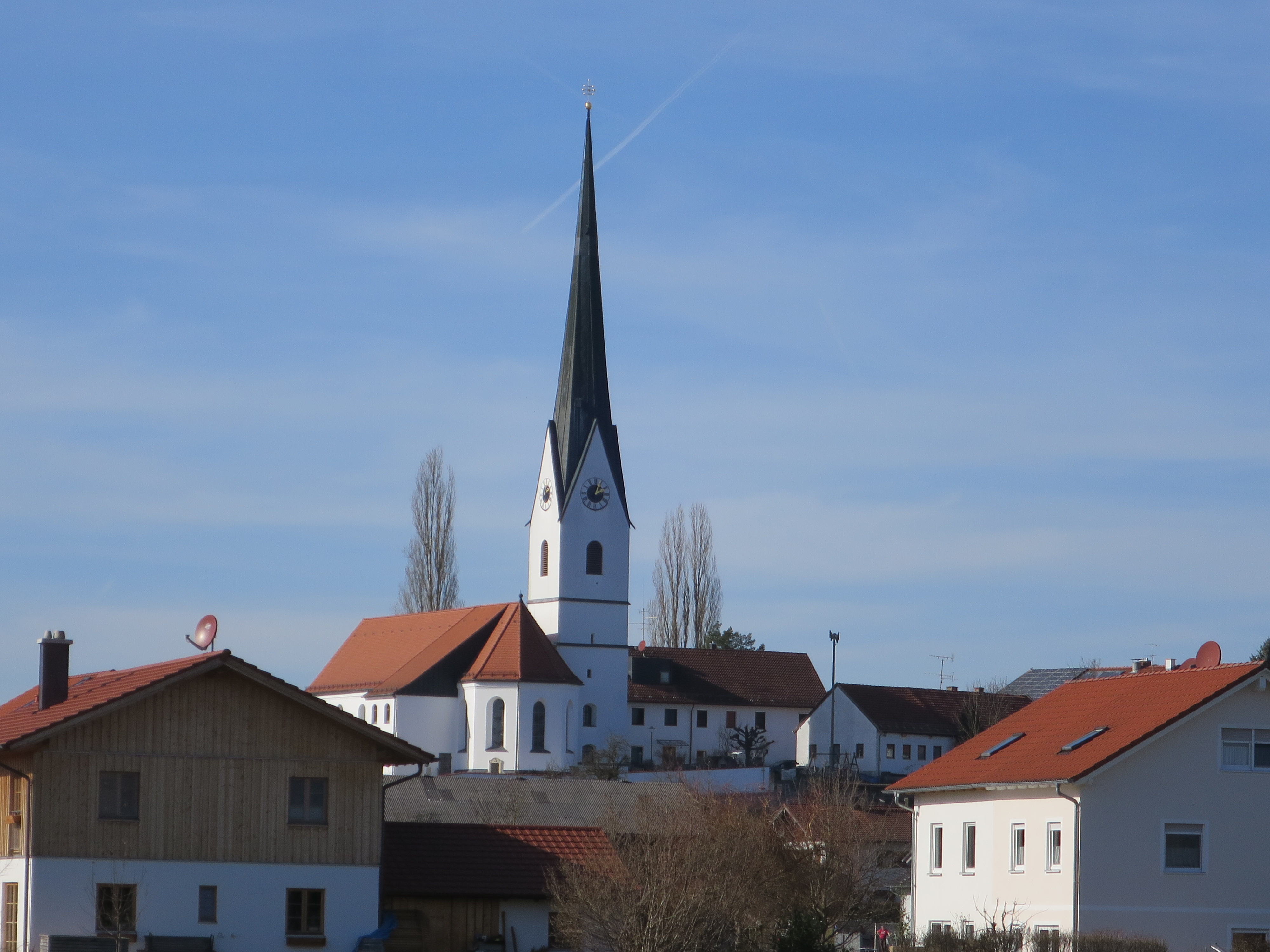
St. Pankratius in Emmering

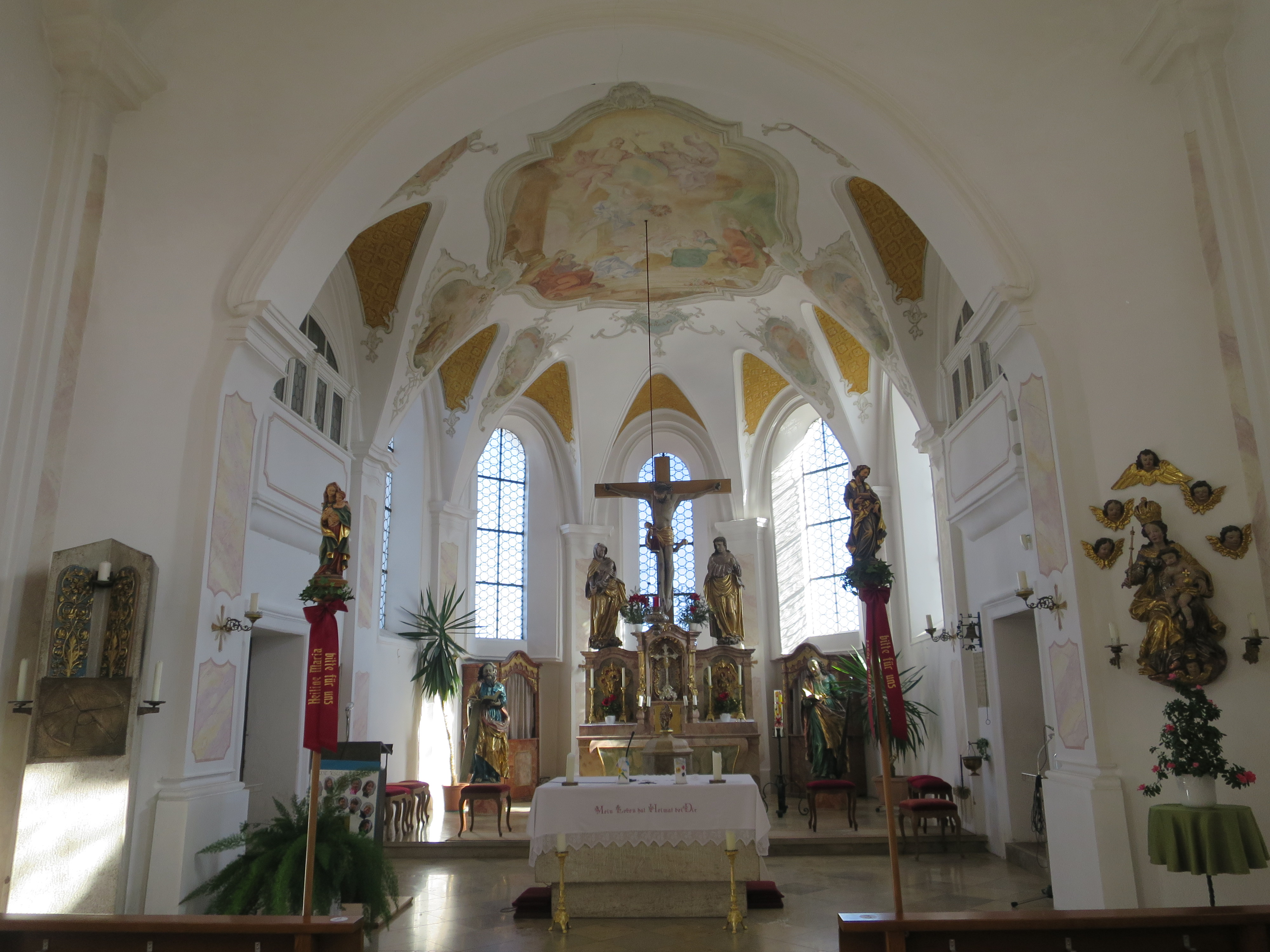
Innenraum

Die römisch-katholische Pfarrkirche St. Pankratius steht in Emmering, einer Gemeinde im oberbayerischen Landkreis Ebersberg. Das Bauwerk ist in der Liste der Baudenkmäler in Emmering (Landkreis Ebersberg) als Baudenkmal unter der Nr. D-1-75-136-1 eingetragen. Die Kirche gehört zum Dekanat Ebersberg im Erzbistum München und Freising.

## Beschreibung
Die gotische Saalkirche wurde Anfang des 15. Jahrhunderts erbaut und 1730 barock umgestaltet. Sie besteht aus einem Langhaus, das 1969 um ein Joch nach Westen verlängert wurde, einem eingezogenen, dreiseitig geschlossenen Chor im Osten, einer zweigeschossigen Sakristei an der Südwand und einem Chorflankenturm an der Nordwand des Chors. Das oberste Geschoss des 1531/32 mit einem spitzen Helm versehenen Turms enthält den Glockenstuhl mit vier Kirchenglocken. Auf den vier Giebeln sind die Zifferblätter der Turmuhr angebracht.
Die Deckenmalerei im Innenraum des Chors mit der Darstellung der Mariä Geburt wurde 1745 von Johann Baptist Zimmermann gestaltet. Der im ersten Viertel des 16. Jahrhunderts aufgestellte Hochaltar mit einer Kreuzigungsgruppe aus dem Umfeld von Hans Leinberger wurde aus mehreren Bauelementen zusammengestellt.

## Orgel

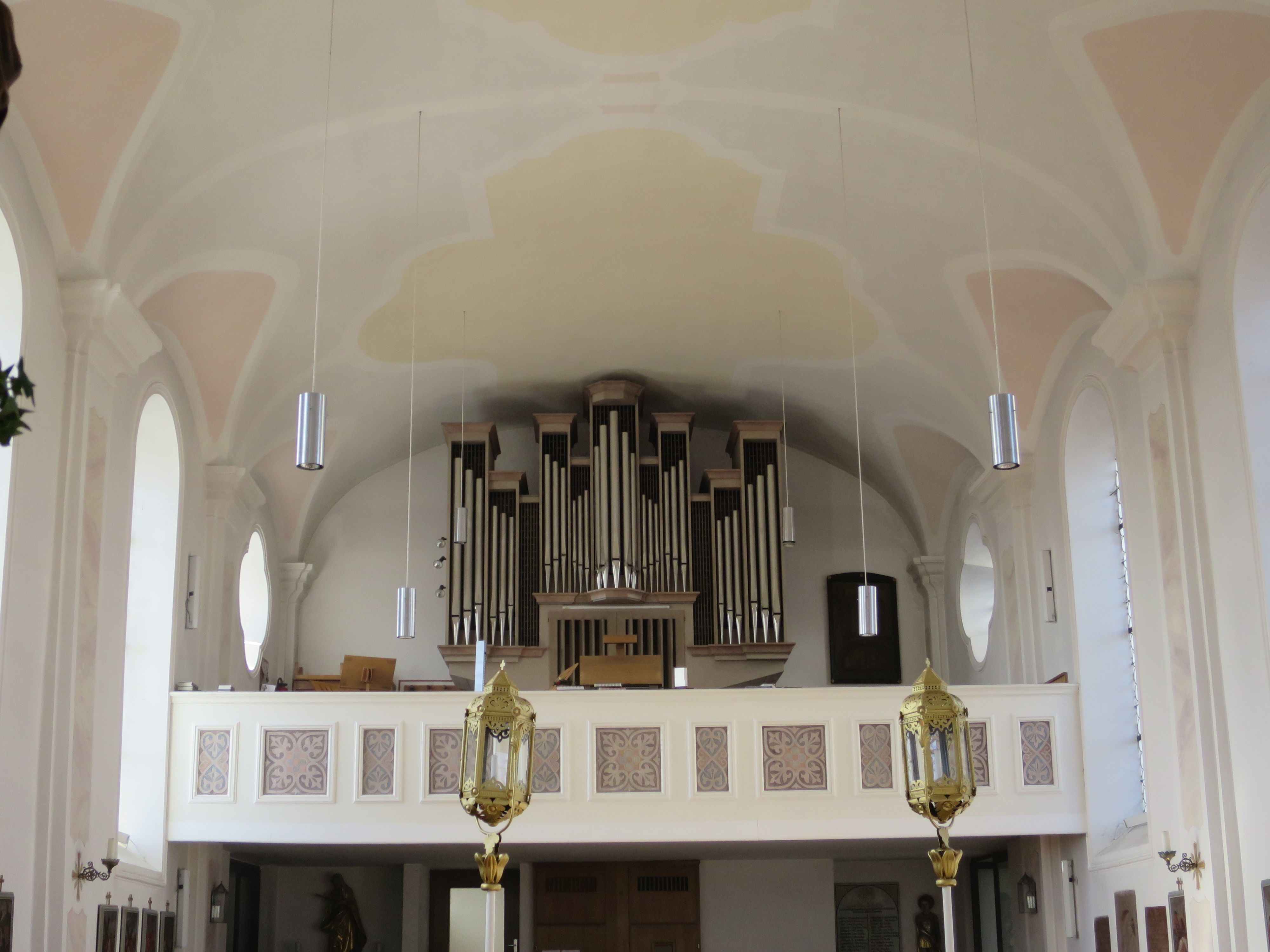
Die Staller-Orgel

Die Orgel mit 16 Registern auf zwei Manualen und Pedal wurde von Anton Staller im Jahr 1972 neu gebaut. Die Disposition lautet:
| I Hauptwerk C–g3 |       |
| Principal        | 8′    |
| Rohrflöte        | 8′    |
| Octave           | 4′    |
| Nasard           | 2 ⁄3′ |
| Sifflöte         | 2′    |
| Mixtur IV        | 1 ⁄3′ |
| Tremulant        |       |

| II Schwellwerk C–g3 |        |
| Gedackt             | 8′     |
| Holzflöte           | 4′     |
| Principal           | 2′     |
| Terzian II          | 1 3⁄5′ |
| None                | 8⁄9′   |
| Zimbel III          | 1′     |
| Tremulant           |        |

| Pedal C–f1  |       |
| Subbaß      | 16′   |
| Offenbaß    | 8′    |
| Pommer      | 8′    |
| Choralflöte | 4′+2′ |

- Koppeln: II/I, I/P, II/P
- Bemerkungen: Schleifladen, mechanische Spiel- und Registertraktur